# Japeri
Japeri es un municipio del estado brasileño de Río de Janeiro, que tenía una población estimada de 95.391 en 2010.